# Nozar

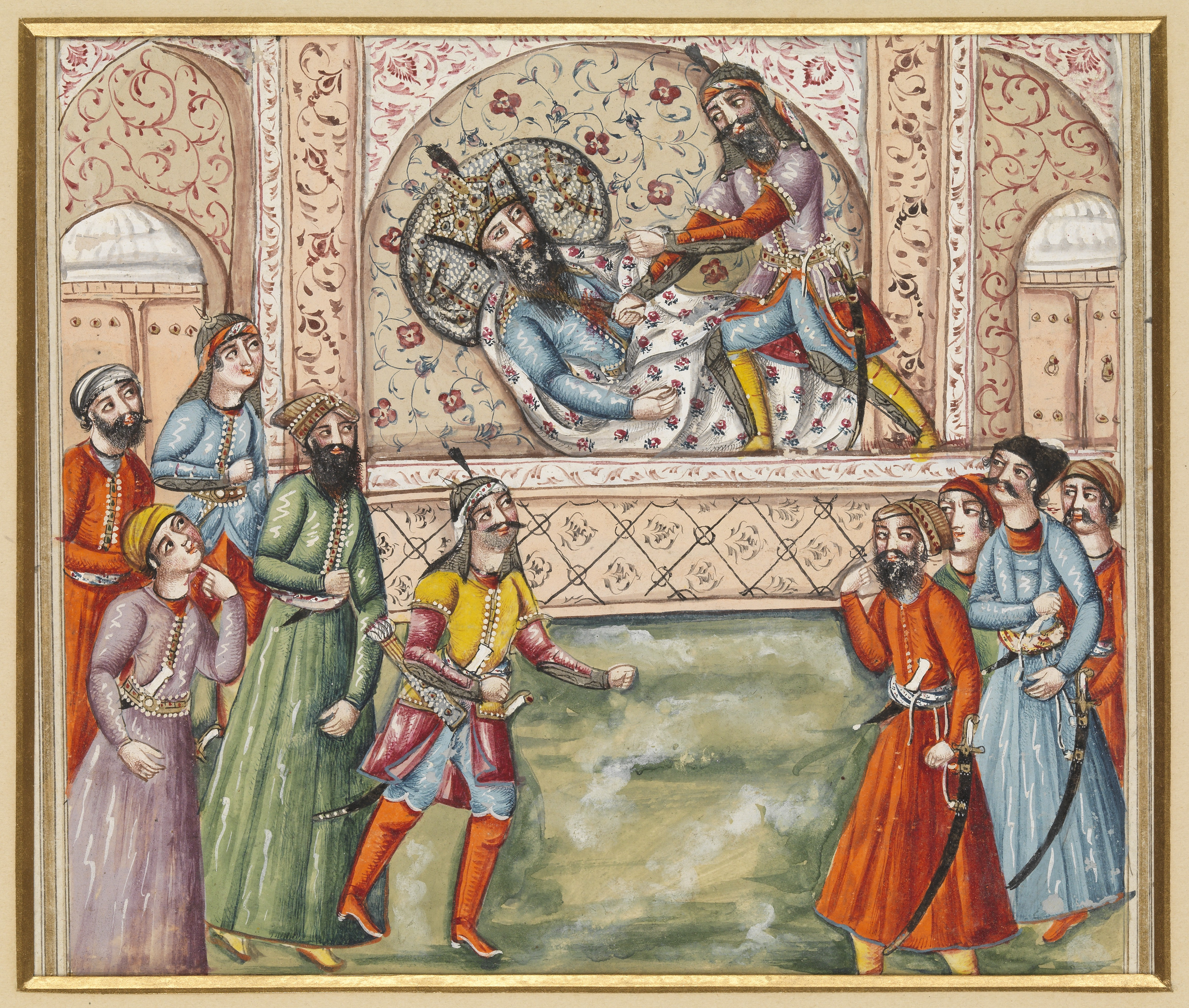
Scène uit de Shahnameh. Afrasyab (staande figuur) executeert Nozar (liggend).

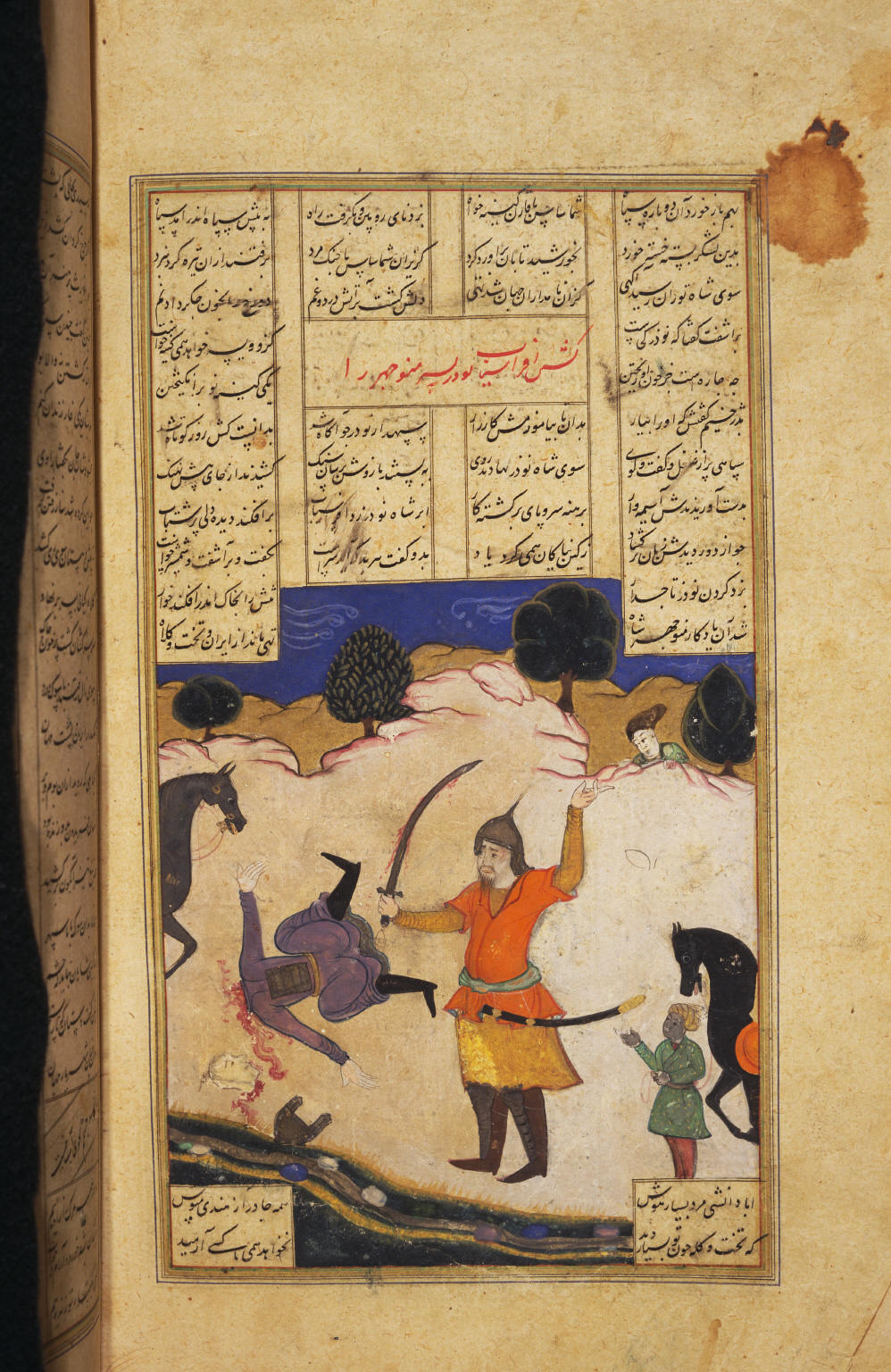
Schildering uit een Perzisch manuscript: Afrasyab onthoofdt tijdens een veldslag Nozar, de zoon van Manuchehr.

Nozar is een sjah uit de Shahnameh van de dichter Ferdowsi (10e eeuw). Nozar volgt zijn vader Manuchehr op en regeert zeven jaar. Manuchehr was de achterkleinzoon van Fereidoen. Hij wordt door de Turaanse aanvoerder Afrasyab gevangen genomen en onthoofd. Zijn opvolger is Zav. Tus en Gostahm zijn Nozars zonen.
Na hondertwintig jaar te hebben geleefd wordt Manuchehr, de kleinzoon van Iraj, door zijn zoon Nozar opgevolgd. Iraj had van zijn vader Fereidoen Perzië toebedeeld gekregen, maar zijn broers Salm en Tur hadden hem gedood. Manuchehr nam wraak op hen, maar na zijn dood komen de afstammelingen van Tur het land weer binnenvallen. Pashang, de koning van Turan stuurt zijn zonen Afrasyab en Aghriras met legers van Turan en China naar de grensrivier de Oxus. Qaren, de zoon van de smid Kaveh en aanvoerder van het Perzische leger dat uit honderdveertigduizend man bestaat, trekt met Nozar naar de stad Dehestan. In Arman geeft Afrasyab de aanvoerders Shamasas en Khazbaran opdracht om met dertigduizend ruiters tegen Zavolestan (Zabulistan) op te trekken. Daar is Sam, de vader van Zal, overleden. Afrasyab trekt ondertussen met een leger van vierhonderdduizend man naar Dehestan. Qarens oudere broer Qobad sterft in een tweekamp met de Turaanse held Barman. Dan raken de beide legers slaags. Op de tweede dag wordt het Perzische leger teruggedreven. Nozar roept zijn zonen Tus en Gostahm bij zich en beveelt hen naar Pars te gaan, de koninklijke familie te verzamelen en naar Rabeh-kuh in de Alburz bergen te brengen. De Perzen trekken zich terug in de stad Dehestan. Afrasyab stuurt troepen om de vrouwen en kinderen van de Perzische soldaten aan te vallen. Qaren doodt Barman en reist naar Pars om hen te beschermen. Nozar gaat Qaren met twaalfhonderd man achterna, maar wordt door Afrasyab gevangengenomen. Qaren verslaat Viseh, Barmans vader en Viseh keert terug naar Afrasyab.
In Zavolestan wordt Khazbaran door Zal gedood. De Armani leider Shamasas vlucht, stuit op Qaren, maar weet te ontkomen. Afrasyab onthoofdt Nozar en de andere gevangenen worden naar Sari overgebracht. Afrasyab trekt van Dehestan naar Rey en plaatst er de Perzische kroon op zijn hoofd. Tus en Gostahm, Nozars zonen, gaan naar Zal, die de aanval voorbereid. Het leger van Zal trekt naar Amol. Aghriras, Afrasyabs broer, die de Perzische gevangenen bewaakt, trekt zich terug in Rey. Keshvad bevrijdt de gevangenen en brengt ze terug naar Zavolestan. 
Afrasyab doodt zijn eigen broer Aghriras als hij hoort dat de gevangenen zijn ontkomen. Zal leidt zijn troepen naar Pars, waar Afrasyab Rey verdedigt. Zal verkiest Zav tot nieuwe Perzische koning en na acht maanden tegenover elkaar te hebben gestaan, getroffen door honger, besluiten de beide legers tot het tekenen van de vrede. De Oxus wordt weer de grens tussen Turan en Perzië. Zav wordt na vijf jaar door Kay Qobad opgevolgd.